# Katrin Wisniewski
Katrin Wisniewski (* 1976 in Hamm) ist eine deutsche Germanistin.

## Leben
Von 1996 bis 2004 studierte sie Romanistik (Sprachwissenschaft), Politikwissenschaft und Neuere/Neueste Geschichte an der TU Dresden. Nach der Promotion 2013 an der TU Dresden war sie von 2021 bis 2023 Professorin für Deutsche Sprachwissenschaft/Deutsch als Fremdsprache an der Universität Bamberg. Seit 2023 ist sie Gerhard-Helbig-Professorin für Deutsch als Fremd- und Zweitsprache am Herder-Institut der Universität Leipzig.
Ihre Schwerpunkte sind der Grammatikerwerb des Deutschen, Lernerkorpuslinguistik, Sprachdiagnostik, Selbstregulation und sprachbezogene Fragen des Bildungserfolgs.